# Saint-Martin-d'Auxigny
 Saint-Martin-d'Auxigny  es una población y comuna francesa, situada en la región de  Centro, departamento de Cher, en el distrito de Bourges y cantón de Saint-Martin-d'Auxigny.

## Demografía
| 1625 | 1659 | 1635 | 1705 | 1909 | 2018 |
| Para los censos de 1962 a 1999 la población legal corresponde a la población sin duplicidades (Fuente: INSEE [Consultar]) |      |      |      |      |      |